# Бугуруслан (посёлок при станции)
Бугурусла́н —  упразднённый населённый пункт в Бугурусланском районе Оренбургской области России, посёлок при станции  Бугуруслан. В 1940 году включён в состав города Бугуруслан.

## География
Расположен на северо-западе Оренбуржья, на южных склонах Бугульминско-Белебеевской возвышенности, при железнодорожной ветке Самара — Уфа, к югу от основного ядра города.

## История
Указом Президиума Верховного Совета РСФСР от 16 июня 1940 года в городскую черту города Бугуруслана   посёлок при станции Бугуруслан и село Александровка.